# 더 멀런스
더 멀런스(The Mullans)는 아일랜드의 음악 그룹이다. 유로비전 송 콘테스트 1999에서 아일랜드 대표로 참가했다.